# 倪良耀
倪良耀（1792年—1854年），字孟炎、號濂舫，安徽安慶府望江縣（今安徽省望江縣）人，清朝政治人物。
嘉慶十八年拔貢。嘉慶二十年，登江南江寧縣訓導。道光十年，任雲南宜良縣知縣、廣西靈川縣知縣。道光十五年，任太平府龍州同知。道光十六年，改江西南安府知府。道光十八年，任江西南昌府知府。道光二十五年，任江蘇蘇松督糧道。道光二十八年，改江蘇按察使、兼署江蘇布政使。咸豐二年，任甘肅按察使、江蘇按察使。次年，改江寧布政使、江蘇布政使。